# Charles de Vendeville
Frederick Claude Vivian Lane (Lesquin, 8 maart 1882 – Reims, 19 september 1914) was een Australisch zwemmer

## Biografie
de Vendeville won tijdens de Olympische Zomerspelen van Parijs de gouden medaille bij het onderwater zwemmen, hij zwom 60 onder water waard 2 punten per meter en 1 minuut 8,4 seconden. Met het totaal van 188,4 punten.
Hij stierf aan het begin van de Eerste Wereldoorlog tijdens gevechten rond Reims.